# Louis Joseph de Lorraine
Louis Joseph de Lorraine ou de Guise, né le 7 août 1650, mort à Paris le 30 juillet 1671, fut duc de Joyeuse et prince de Joinville de 1654 à 1671 ; duc de Guise de 1664 à 1671. 

## Biographie
Il était fils de Louis de Lorraine-Guise, duc de Joyeuse, prince de Joinville, et de Françoise de Valois, duchesse d'Angoulême.
Il hérite de son père le duché de Joyeuse et la principauté de Joinville. À la mort de son oncle, Henri II de Lorraine-Guise, en 1664, il en reçoit le duché de Guise et, à Paris, l'hôtel de Guise, actuel hôtel de Soubise.
Il meurt de la petite vérole à Paris en 1671 et est inhumé dans la collégiale Saint Laurent de Joinville.
Il épouse à Saint-Germain-en-Laye, le 16 mai 1667, Élisabeth Marguerite d'Orléans (° 1646 † 1696), fille de Gaston de France, duc d'Orléans, dit « Monsieur », frère du roi (Louis XIII) et de Marguerite de Lorraine. Tous deux ont :
- François Joseph de Lorraine (° 1670 † 1675), duc de Guise, duc de Joyeuse, prince de Joinville.